# Bukovica (Czarnogóra)
Bukovica (cyr. Буковица) – wieś w Czarnogórze, w gminie Rožaje. W 2011 roku liczyła 534 mieszkańców.